# Калоян Чакъров
Калоян Чакъров е български футболист, вратар.
Роден е на 17 февруари 1971 г. във Велико Търново. Играл е за Етър, Марица, Черно море и Сангюстезе (Италия). В А група има 140 мача. Шампион на България и носител на Купата на БФС през 1991 с Етър, полуфиналист за купата на страната през 1991 и 1993 и носител на Купата на ПФЛ през 1995 г. Има 1 мач за КЕШ с Етър. За националния отбор е изиграл 2 мача. 
През есента на 2006 г. се ожени в Италия. 
Играещ треньор на Сангюстезе. 
През 2010 г. заема позицията треньор на вратарите в Етър.
На 11.11.2020 г. е обявен за старши треньор на Етър. На 17.11.2020 г. е осободен от поста старши треньор.

## Статистика по сезони
- Етър – 1990/91 – А група, 5 мача
- Етър – 1991/92 – А група, 12 мача
- Етър – 1992/93 – А група, 14 мача
- Етър – 1993/94 – А група, 16 мача
- Етър – 1994/95 – А група, 17 мача
- Етър – 1995/96 – А група, 18 мача
- Етър – 1996/97 – А група, 27 мача
- Етър – 1997/98 – А група, 14 мача
- Марица – 1998/99 – Б група, 23 мача
- Черно море – 1999/00 – Б група, 20 мача
- Черно море – 2000/ес. - А група, 12 мача
- Сангюстезе – 2000/01 – Серия D, 25 мача
- Сангюстезе – 2001/02 – Серия D, 28 мача
- Сангюстезе – 2002/03 – Серия D, 31 мача
- Сангюстезе – 2003/04 – Серия D, 26 мача
- Сангюстезе – 2004/05 – Серия D, 23 мача
- Сангюстезе – 2005/06 – Серия D, 20 мача
- Сангюстезе – 2006/07 – Серия D